# Евпл Катанский
Евпл Катанский (Евпл Сицилийский, греч. Εὖπλος; казнён в 304) — раннехристианский святой, архидиакон, священномученик. Память святого Евпла совершается в Православной церкви 11 августа (по юлианскому календарю), в Католической церкви — 12 августа.
Служил архидиаконом в церкви города Катания (остров Сицилия). Пострадал в 304 году во время Великого гонения при римских императорах Диоклетиане (284—305) и Максимиане (284—305). За проповедь Евангелия был подвергнут пыткам, а затем обезглавлен.
Священномученика Евпла очень почитали на Руси. В 1471 году на Мясницкой улице в Москве, в память заключения Иваном III мира с Новгородом, была построена деревянная церковь архидиакона Евпла. В 1657 году царь Алексей Михайлович заменил её каменной. В XVIII веке памяти святого было воздвигнуто величественное трёхъярусное здание (разрушено в 1926 году).
Святой покровитель городов Катания, Франкавилла и Тревико. В городе Этна этому святому была посвящена церковь.